# Contea di Dougherty
La contea di Dougherty (in inglese Dougherty County) è una contea dello Stato della Georgia, negli Stati Uniti. La popolazione al censimento del 2000 era di 96 065 abitanti. Il capoluogo di contea è Albany.